# Teredorus fujianensis
Teredorus fujianensis är en insektsart som beskrevs av Zheng, Z. och K. Li 2001. Teredorus fujianensis ingår i släktet Teredorus och familjen torngräshoppor. Inga underarter finns listade i Catalogue of Life.